# Фельдкирш
Фельдки́рш (фр. Feldkirch) — коммуна на северо-востоке Франции в регионе Гранд-Эст (бывший Эльзас — Шампань — Арденны — Лотарингия), департамент Верхний Рейн, округ Мюлуз, кантон Виттенем. До марта 2015 года коммуна административно входила в состав упразднённого кантона Сульц-О-Рен (округ Гебвиллер).
Площадь коммуны — 4,21 км², население — 923 человека (2006) с тенденцией к росту: 934 человека (2012), плотность населения — 221,9 чел/км².

## Население
Численность населения коммуны в 2011 году составляла 956 человек, а в 2012 году — 934 человека.
| 1962 | 1968 | 1975 | 1982 | 1990 | 1999 | 2006 | 2011 | 2012 |
| ---- | ---- | ---- | ---- | ---- | ---- | ---- | ---- | ---- |
| 628  | 632  | 729  | 712  | 835  | 910  | 923  | 956  | 934  |

Динамика населения:

## Экономика
В 2010 году из 620 человек трудоспособного возраста (от 15 до 64 лет) 480 были экономически активными, 140 — неактивными (показатель активности 77,4 %, в 1999 году — 69,6 %). Из 480 активных трудоспособных жителей работали 444 человека (224 мужчины и 220 женщин), 36 числились безработными (17 мужчин и 19 женщин). Среди 140 трудоспособных неактивных граждан 56 были учениками либо студентами, 57 — пенсионерами, а ещё 27 — были неактивны в силу других причин.
На протяжении 2011 года в коммуне числилось 382 облагаемых налогом домохозяйства, в которых проживало 949,5 человек. При этом медиана доходов составила 22707 евро на одного налогоплательщика.

## Достопримечательности (фотогалерея)

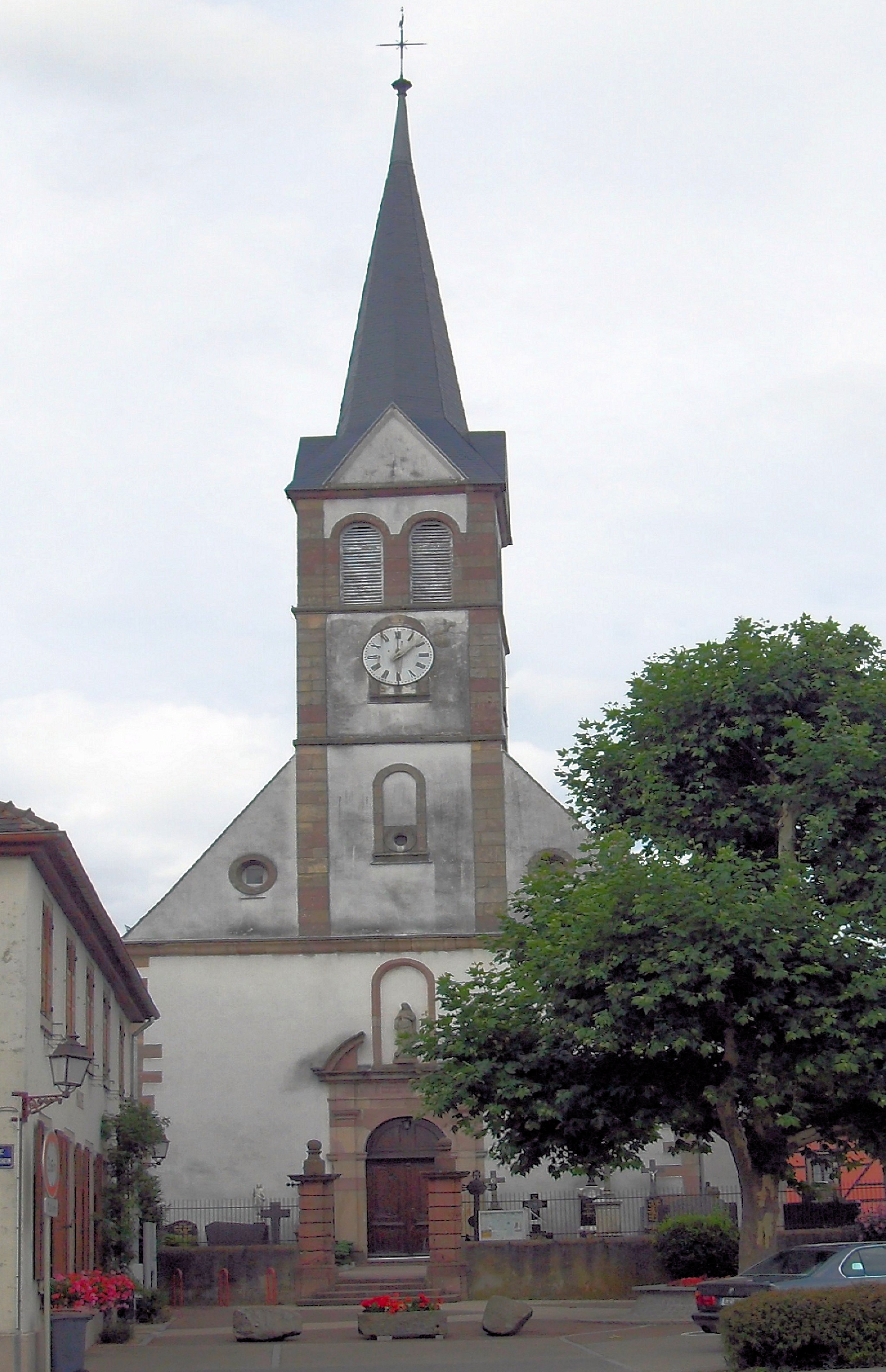
Церковь Сан-Реми
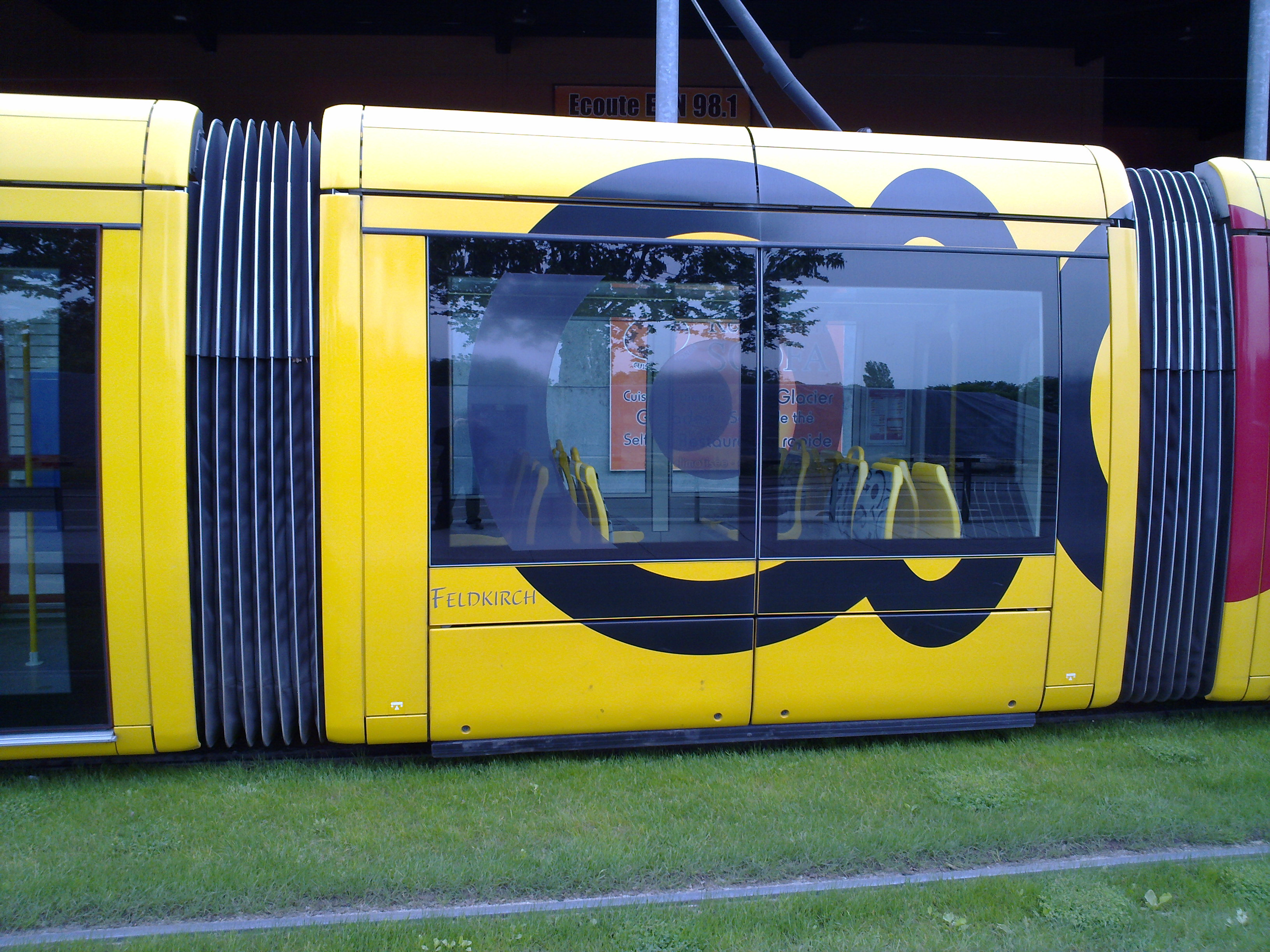
Трамвай «Мюлуз — Фельдкирш»